# Інеш Піріш
Іне́ш Пі́ріш (порт. Inês Pires; бл. 1350 — після 1390) — коханка португальського короля Жуана І, позашлюбного сина Педру І. Точний рік і місце народження невідомі. Донька Педру Ештевеша та Марії Анеш. За даними Даміана де Гойша її батько був євреєм-конвертитом з Кастилії, який осів у португальській Гуарді й став шевцем; за іншою легендою він був португальцем, служив у Авіському ордені, але покинув його після того, як орденський магістр Жуан закохався і викрав його доньку. Познайомилася із Жуаном у 14-річному віці, коли він ще не мав претензій на португальський престол. Народила від нього двох дітей-бастардів — браганського герцога Афонсу й арундельську графиню Беатрису. Через низьке походження не могла жити при королівському дворі. Після легітимації своїх дітей Жуаном передала їх на виховання його законній дружині Філіппі Ланкастерській. Прийняла чернечий постриг, увійшла до жіночої гілки Ордену святого Якова. Мешкала в орденському монастирі в селі Арруда, поблизу Лісабона. Також – Іне́са, Іне́с (ісп. Inés), Ігне́ш Пі́ріш (порт. Ignez Pires).

## Сім'я
- Чоловік: Жуан I (1357—1433) — авіський магістр, португальський король.
- Діти:
  - Афонсу (1377—1461), герцог Браганський (1442—1461)
  - Беатриса (1380—1439) ∞ 1) Томас Фіцалан, граф Арундельський ; 2) Джон Голланд, граф  Гантінгдонський